# 丹生神社 (習志野市)
丹生神社（にうじんじゃ）は、千葉県習志野市谷津にある神社である。旧社格は村社。

## 祭神
- 丹生都比売神

紀伊国の一宮である丹生都比売神社（和歌山県伊都郡）に祀られる四神の一柱。稚日女尊（天照大神の妹神）に比定される。
- 伊弉冉尊

江戸時代末期に合祀された。

## 由緒
旧谷津村の産土神で、承応4年・明暦元年（1655年）創建と伝わる。宝暦13年（1763年）に拝殿が建てられ、文化8年（1811年）に本殿・拝殿共に再建。大正7年（1918年）に村内の稲荷神社・水神社・蛭子神社を合祀した。

## 境内

### 摂末社
- 稲荷神社（祭神：宇迦之御魂神）
- 水神宮
- 琴平神社（祭神：大物主神）
- 八坂神社（祭神：素戔嗚尊）
- 蛭子神社（祭神：蛭子大神、恵比寿、事代主神）
- 目守神社（祭神不詳）
- 妙見神社（祭神：天之御中主神）
- 疫神社（祭神：蘇民将来）
- 秋葉三尺坊大権現碑（祭神：火之迦具土神）
- 御嶽大神碑
- 栄鉄霊神碑
- 浅間神社碑
- 出羽三山碑

## 祭事
- 例祭（10月19日）

## 交通アクセス
- 京成電鉄本線 谷津駅より徒歩約7分（550m）
- JR総武線 津田沼駅より徒歩17分（1.2km）
- 京成バス 津71・72「谷津小学校」バス停より徒歩4分